# سرخ غريوة (شهدا بهشهر)
سرخ غریوة (بالفارسية: سرخ‌گریوه) هي قرية تقع في إيران في Shohada Rural District. يقدر عدد سكانها بـ 347 نسمة بحسب إحصاء 2016.